# Refuge de Vénasque
Le refuge de Vénasque est un refuge de montagne gardé du Luchonnais, dans les Pyrénées, situé sur le bord du Boum inférieur, à 2 239 m d'altitude, au pied du pic de Sauvegarde et en contrebas du port de Vénasque.

## Histoire
Le refuge a été construit en 1961. C'est un point de départ pour les ascensions du pic de Sauvegarde, le pic de la Mine, le Bec de Corbeau, ainsi que le massif de la Maladeta, les Monts Maudits et l'Aneto. En randonnée pédestre et ski de randonnée, la Haute randonnée pyrénéenne, le port de Vénasque, le circuit du pic de la Mine, les pics de Sauvegarde et de la Montagnette.
Un nouveau refuge est construit entre mai 2021 et novembre 2021, puis pour l'aménagement intérieur en 2022.

## Services et accès
Le refuge offre 20 places, il est gardé du 15 juin au 15 septembre et on peut disposer de 12 places en période hivernale. Il dépend du CAF de Toulouse.
On y accède depuis Luchon et l'hospice de France, par un sentier en lacets, après avoir franchi un verrou glaciaire. Les Boums du Port sont trois lacs qui se déversent successivement l'un dans l'autre. Depuis l'Espagne, par Benasque et la vallée de l'Esera.